# 統一放送
統一放送（とういつほうそう/トンイル-バンソン）は、韓国から発信されている、インターネット上の放送局である。略称は、SPTV。

## 概要
インターネット上で、朝鮮半島のテレビをアップロードしている。
言語は主に韓国語で、朝鮮中央テレビの映像をアップロードしている。

## 問題点
IPアドレスを取得していないので、危険なサイトとして感知されることが多い。

## 内容
韓国や、北朝鮮のテレビ放送、さらには、独自の放送をもしている。
統一放送が、運営しているとされる、インターネットショッピングサイトも確認した。

## 設営理由
代表者のイム･ヨンソン氏は脱北者であり、
```
「南北がお互いをあまり知らないでいると思い６年前からサイトを運営してきた」とし、「金日成万歳」を叫ぶ人と「赤を倒そう」という人に二分化した韓国が情けないと思った」と語った。」
```

との観点から、発信しているとのことだ。(東亜日報記事原文より抜粋、リンク先は下記)

## 代表者について
代表のイム・ヨンソン氏は、1994年に北朝鮮を脱北し、ソウル市へ来たという。

## 北朝鮮からの脅迫
放送開始当初、北朝鮮の代理人などから、「著作権料を支払え」との旨や、そのような内容の手紙が、届いたという。

## 大韓民国政府の見解
```
「
北朝鮮放送
を大韓民国個人が視聴するのは自由であるが、これを再び創出する行為には
国家保安法
違法である余地がある」
```

との見解を示した上で、2011年上半期に、サイトの利敵性の有無を確認、検討をした。
結論は留保された。

## 放送所
- ソウル市瑞草区
  - サーバーも韓国にある事が、確認されている。